# Оршад

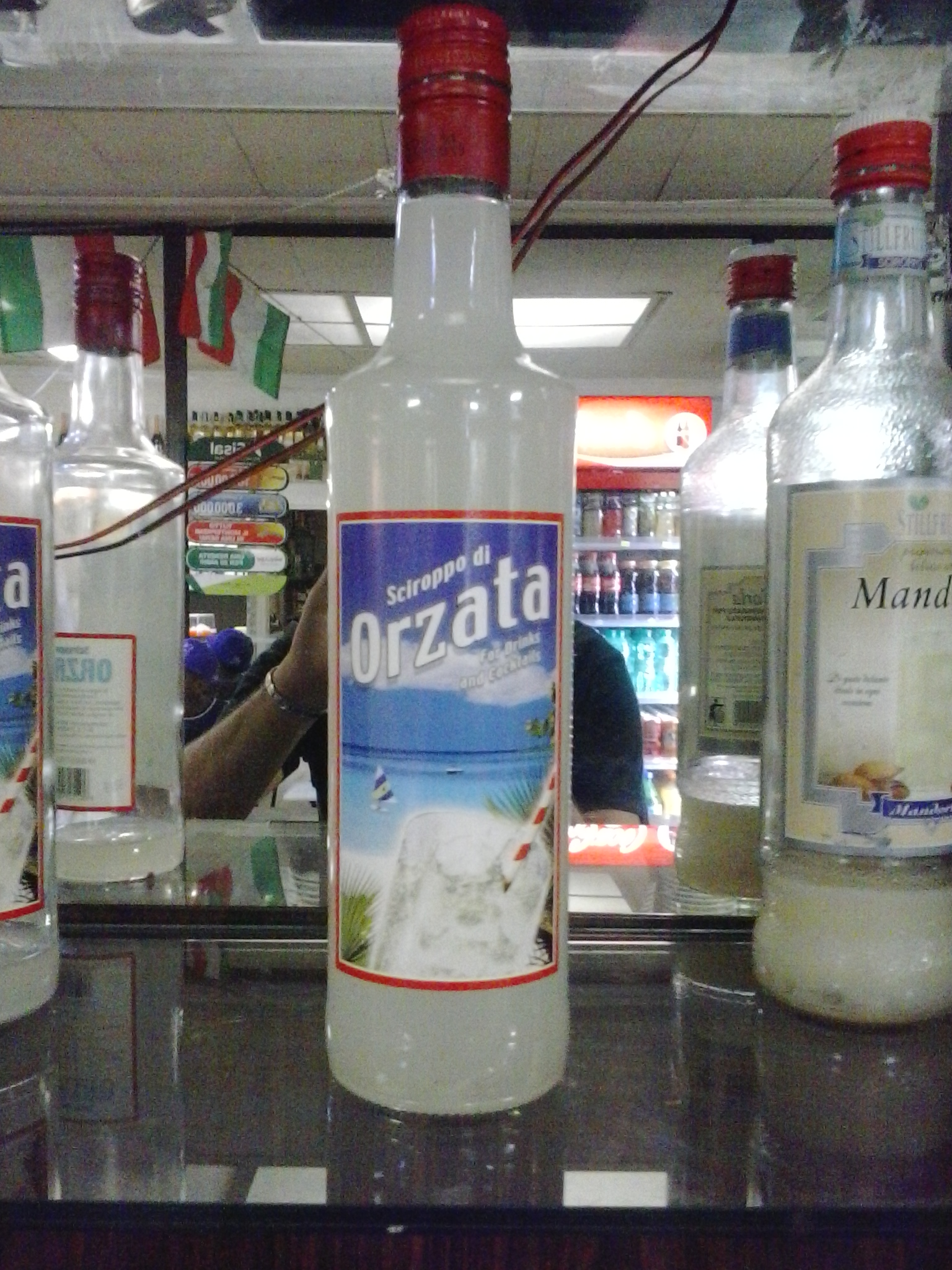

Оршад (фр. Orgeat) — старовинний молочний сироп, суміш мигдалевого молока з цукром і помаранчевою водою (настояною на флердоранжі). Іноді замість помаранчевої в хід йшла трояндова вода.
Крім мигдалю, колись для отримання напою використовувалися зерна ячменю (франц. orge), чим і пояснюється сучасна назва. Використовується як інгредієнт для коктейлів (наприклад, Май-Тай).

У кулінарній книзі Олени Молоховець (1861) рецепт оршаду описується так:

Мигдаль обварити, очистити, потовкти дуже дрібно, розвести 6 склянками кип'яченої води, процідити, вичавити, всипати цукор, розмішати, влити, хто любить, 1/4 склянки води помаранчевих квітів.

Видати на 6 склянок: 1/2–2/3 фунта, тобто 1½–2 склянки солодкого мигдалю, у тому числі близько 1/4 склянки гіркого. 1/4–1/3 фунта цукру. (1/4 склянки води помаранчевих квітів).
Оршад не слід плутати з іспанським та латиноамериканським прохолодним напоєм — орчатою, до складу якого також входить мигдаль. Етимологія у назв цих напоїв спільна.